# قلعة بريمان
قلعة بريمان هي قلعة تاريخية تقع في محافظة الأحساء التابعة لمنطقة الشرقية في المملكة العربية السعودية.

## الموقع
تقع قلعة بريمان تقع علي الطريق القديم للقواقل من مدينة الهفوف إلي ميناء العقير، وتقع 5 كيلومترًا جنوب طريق الهفوف - العقير. تقع القلعة علي مساحة 300 متر مربع.

## التاريخ
أمر ببناء قلعة بريمان أحمد مدحت باشا بهدف تامين ميناء الأحساء، الذي يقع بين الأحساء وميناء العقير، حيث يعتبر ميناء الأحساء بمثابة بوابة شرق ووسط الجزيرة العربية علي الخليج العربي، حيث كان الطريق صعب لإنعدام الأمن فيه، ومكان يتعرض فيه الناس للسلب والقتل والنهب، الذي أدي إلي تعطيل الطريق، وانقطاع سير القوافل التجارية دون وجود حامية عسكرية لخدمتها، فأمر أحمد مدحت بوضع ثلاث مراكز للشرطة، الأول في الميناء، والثاني في بريمان، والثالث في مدينة الجفر، وإنشاء أربعة أبراج للجيش علي الطريق برج السلامة، وبرج البصير، وبرج أم البوم، وبرج كنزان.

## الأهمية
كانت لبريمان عند أحمد مدحت باشا أهمية كبيرة، ومن أهم المراكز لديهم لإنه أكتشف عين للماء به، وللموقع بريمان الجيد، تقع علي بعد من ميناء الأحساء ثلاث ساعات ونصف عن الميناء، فقد وضع في بداية الأمر سرية من الجيش ثم وضع عشرين فردًا من الشرطة وبعض من العرب، كانت بريمان أحد القلاع الأثرية القديمة كانت محطة استراحة ومحطة حماية للقواقل المتجه عبر الطريق البري من ميناء العقير إلي مدينة الهفوف.

## الوصف
قلعة بريمان شيدت بالحجارة الجبلية، وبعض الحجارة من جبال العقير المتميز باللون الأحمر والبني، وهي عبارة عن قلعة مربعة الشكل تحيط بها الأسوار من جميع الأركان، ويوجد في الزوايا الأربعة ثلاث أبراج مربعة الشكل، وتقع البوابة من جهة الجنوب بعرض متر، وارتفاع البوابة مترين.